# Cohort (biologia)
|  | Aquest article tracta sobre concepte el taxonòmic. Vegeu-ne altres significats a «Cohort». |

La cohort en la classificació taxonòmica i els seus grups associats (Supercohort, subcohort i infracohort) estan inserits entre el grup classe i el grup ordre. Dins la classificació botànica el grup cohort de vegades s'ha inserit entre la divisió (fílum) i la classe o de vegades s'ha usat en el rang d'ordre. També s'ha usat el terme cohort entre l'infraordre i la família en els dinosaures Saurisquis (Benton 2005). Un altre significat de cohort en ciència estadística és la d'un grup d'animals de la mateixa espècie, identificats per una característica comuna, els quals s'estudien en un període com a part d'una investigació mèdica o científica.